# 瑞穂 (千葉市)
瑞穂（みずほ）は、千葉市花見川区の地名。現行行政地名は瑞穂一丁目から瑞穂三丁目。郵便番号は262-0026。

## 概要
花見川区南西部に位置し、畑町、朝日ケ丘町、花園町、浪花町、武石町と隣接している。
花見川区役所が位置している。

### 河川
- 花見川

## 世帯数と人口
2022年（令和4年）11月15日現在の世帯数と人口は以下の通りである。
| 町丁       | 世帯数    | 人口    |
| ---------- | --------- | ------- |
| 瑞穂一丁目 | 359世帯   | 914人   |
| 瑞穂二丁目 | 1,199世帯 | 2,968人 |
| 瑞穂三丁目 | 490世帯   | 1,294人 |
| 合計       | 2,048世帯 | 4,176人 |

## 小・中学校の学区
市立小・中学校に通う場合、学区は以下の通りとなる。
| 番地 | 小学校             | 中学校             |
| ---- | ------------------ | ------------------ |
| 全域 | 千葉市立瑞穂小学校 | 千葉市立花園中学校 |

## 交通

### 一般道路
- 瑞穂橋通り
- 大賀ハス通り
- 花見川サイクリングコース

## 施設
- 千葉市 花見川区役所
- 千葉市花見川保健福祉センター こども家庭課
- 千葉市みずほハスの花図書館
- 千葉市立瑞穂小学校